# Mein Vater – Mein Freund
Mein Vater – Mein Freund ist ein US-amerikanisches Filmdrama von Marshall Herskovitz aus dem Jahr 1993. Mit diesem Film wurde ein Roman von Dan McCall verfilmt.

## Handlung
John Leary lebt am Anfang der 1970er Jahre in Oakland, Kalifornien. Er zog dorthin nach dem Unfalltod seiner Frau. John tritt in einer Horrorshow auf und trinkt zu viel Alkohol. Er kümmert sich alleine um seine Söhne Jack und Dylan. Zeitweise werden die Kinder von ihren Großeltern aufgezogen, aber Jack entscheidet, dass er zum Vater zurückkehren will.
Johns Nachbar und Neonazi Norman Strick versucht ihn für die Wahlkampagne eines Politikers zu gewinnen, der ein Gegner der Juden und der Afroamerikaner ist. Leary verspottet den Politiker in seiner Show, worauf sein Chef meint, dass er übertreibe. Er will Leary entlassen.
Strick entführt Dylan, der einige Zeit später von der Polizei gefunden und in ein Krankenhaus eingeliefert wird. Strick überfällt Jack in dessen Haus und verfolgt ihn bis auf einen Baum, von dem der Nazi fällt. Leary bittet seinen Chef um eine weitere Chance, bis dieser einlenkt.

## Kritiken
- Roger Ebert (Chicago Sun-Times, 2. April 1993) schrieb, dass der Charakter von Norman Strick und der mit ihm verbundene Handlungsstrang unnötig seien. Er lobte das Spiel von Danny DeVito und Robert J. Steinmiller Jr.; besonders die Szenen, in den Jack um Karen Morris wirbt. Der Kritiker lobte auch die Charaktere und schrieb, er habe beim Zuschauen das Gefühl, John Leary und seine Söhne würden eine echte Familie bilden.[1]

- Desson Howe (The Washington Post, 2. April 1993) lobte die ‘emotionale Stärke’ von Danny DeVito und Robert J. Steinmiller Jr.[2]

- Das Lexikon des internationalen Films schrieb, der Film biete eine „gedanklich verworrene Mischung aus Familien- und Horrorfilm, in der die Probleme der Protagonisten ständig an effekthascherische Spannungselemente verraten werden“. Er sei „ärgerlich in der klischeehaften Verzeichnung des faschistischen Nachbarn“.[3]

## Auszeichnungen
Reese Witherspoon gewann 1994 den Young Artist Award. Robert J. Steinmiller Jr. und Miko Hughes wurden für den Young Artist Award nominiert.

## Hintergründe
Der Film wurde in Kalifornien gedreht und spielte in den US-Kinos 5,1 Millionen US-Dollar ein.